# نیکلای آیوازیان
نیکلای آیوازیان (ارمنی: Նիկոլայ Այվազյան؛  زادهٔ ۱۸۸۹ - درگذشته ۱۹۳۷)  سیاستمدار اهل ارمنستان بود که از تاریخ دسامبر ۱۹۲۰ تا تاریخ ژانویه ۱۹۲۱ سمت فهرست رئیسان سرویس امنیت ملی ارمنستان را برعهده داشت.

## زندگی‌نامه
در ۱۸۸۹  به دنیا آمد .  وی در ۱۹۳۷ در سن ۴۸ سالگی  درگذشت.